# Máté Pátkai
Máté Pátkai (sinh 6 tháng 3 năm 1988 ở Budapest) là một cầu thủ bóng đá Hungary hiện tại thi đấu cho Videoton FC.

## Sự nghiệp câu lạc bộ

### MTK Budapest
Pátkai khởi đầu sự nghiệp câu lạc bộ ở MTK Budapest FC, ghi được 15 bàn sau 101 trận.

### Győr
Pátkai được mua bởi Győri ETO FC năm 2012.

## Thống kê câu lạc bộ
| Câu lạc bộ          | Mùa giải            | Giải vô địch | Giải vô địch | Cúp     | Cúp       | Cúp Liên đoàn | Cúp Liên đoàn | Châu Âu | Châu Âu   | Tổng    | Tổng      |
| Câu lạc bộ          | Mùa giải            | Số trận      | Bàn thắng    | Số trận | Bàn thắng | Số trận       | Bàn thắng     | Số trận | Bàn thắng | Số trận | Bàn thắng |
| ------------------- | ------------------- | ------------ | ------------ | ------- | --------- | ------------- | ------------- | ------- | --------- | ------- | --------- |
| MTK                 |                     |              |              |         |           |               |               |         |           |         |           |
| 2006–07             | 3                   | 1            | 2            | 0       | 0         | 0             | 0             | 0       | 5         | 1       |           |
| 2007–08             | 28                  | 5            | 0            | 0       | 7         | 0             | 0             | 0       | 35        | 5       |           |
| 2008–09             | 23                  | 6            | 3            | 1       | 2         | 0             | 1             | 0       | 29        | 7       |           |
| 2009–10             | 20                  | 1            | 4            | 0       | 2         | 0             | 0             | 0       | 26        | 1       |           |
| 2010–11             | 27                  | 2            | 4            | 3       | 1         | 0             | 0             | 0       | 32        | 5       |           |
| Tổng                | 101                 | 15           | 13           | 4       | 12        | 0             | 1             | 0       | 127       | 19      |           |
| Győr                |                     |              |              |         |           |               |               |         |           |         |           |
| 2011–12             | 12                  | 6            | 2            | 0       | 0         | 0             | 0             | 0       | 14        | 6       |           |
| 2012–13             | 26                  | 1            | 7            | 1       | 2         | 0             | 0             | 0       | 35        | 2       |           |
| 2013–14             | 23                  | 7            | 5            | 1       | 4         | 1             | 1             | 0       | 33        | 9       |           |
| 2014–15             | 28                  | 7            | 4            | 1       | 1         | 0             | 2             | 0       | 35        | 8       |           |
| Tổng                | 89                  | 21           | 18           | 3       | 7         | 1             | 3             | 0       | 117       | 25      |           |
| Videoton            |                     |              |              |         |           |               |               |         |           |         |           |
| 2015–16             | 29                  | 1            | 5            | 0       | –         | –             | 4             | 0       | 38        | 1       |           |
| 2016–17             | 31                  | 3            | 0            | 0       | –         | –             | 5             | 0       | 36        | 3       |           |
| 2017–18             | 28                  | 5            | 1            | 0       | –         | –             | 7             | 1       | 36        | 6       |           |
| 2018–19             | 32                  | 5            | 8            | 0       | –         | –             | 12            | 0       | 52        | 5       |           |
| 2019–20             | 6                   | 0            | 2            | 0       | –         | –             | 4             | 0       | 12        | 0       |           |
| Tổng                | 126                 | 14           | 16           | 0       | –         | –             | 32            | 1       | 174       | 15      |           |
| Tổng cộng sự nghiệp | Tổng cộng sự nghiệp | 316          | 50           | 47      | 7         | 19            | 1             | 36      | 2         | 418     | 60        |

Cập nhật theo các trận đấu đã diễn ra tính đến ngày 10 tháng 11 năm 2019.

## Sự nghiệp quốc tế
Ngày 16 tháng 10 năm 2012 Hungary phản công để đánh bại Thổ Nhĩ Kỳ trên sân nhà với tỉ số 3-1. Pátkai được thay bởi Elek vào khoảng nghỉ giữa trận.

### Bàn thắng quốc tế
Tính đến ngày 24 tháng 3 năm 2019.
| # | Ngày                | Địa điểm                          | Đối thủ | Bàn thắng | Kết quả | Giải đấu            |
| - | ------------------- | --------------------------------- | ------- | --------- | ------- | ------------------- |
| 1 | 24 tháng 3 năm 2019 | Groupama Arena, Budapest, Hungary | Croatia | 2–1       | 2–1     | Vòng loại Euro 2020 |
| 2 | 11 tháng 6 năm 2019 | Groupama Arena, Budapest, Hungary | Wales   | 1–0       | 1–0     | Vòng loại Euro 2020 |